# Колдорзо (Пезаро и Урбино)
Колдорзо је насеље у Италији у округу Пезаро и Урбино, региону Марке.
Према процени из 2011. у насељу је живело 16 становника. Насеље се налази на надморској висини од 449 м.